# حازم عبد الله خضر
الدكتور حازم عبد الله خضر (1932 -1998) مؤرخ عراقي وباحث مختص بالأدب العربي الأندلسي، وله مجموعة مؤلفات تعد مراجع في اختصاصه، ونشر الكثير من البحوث والدراسات وأشرف على طلبة الماجستير والدكتوراه، كما يعد أحد الدعاة الإسلاميين من مدرسة الاخوان المسلمين في العراق.

## الولادة والنشأة
ولد حازم عبد الله خضر سنة 1932 في مدينة الموصل العراقية لعائلة عربية مسلمة من عشيرة الحديدي. وأكمل فيها دراسته الابتدائية والمتوسطة والثانوية.
وأرتاد مساجد الموصل منذ شبابه الباكر وأنتمى إلى جماعة الإخوان المسلمين في العراق، وكذلك اتصل بالجماعة عندما كان يدرس البكالوريوس في جامعة بغداد، وهذا ما أتاح للشيخ محمد محمود الصواف أن يساهم في تكوين شخصيته عن قرب.

## الدراسة
- تخرج عام 1956م في قسم اللغة العربية بكلية الآداب، جامعة بغداد وبدرجة بكالوريوس في اللغة العربية وآدابها.
- إلتحق سنة 1967 بالدراسات العليا في جامعة عين شمس بمصر وحصل على الماجستير في الأدب الأندلسي عن رسالته: «ابن شهيد الأندلسي: حياته وشعره» بأشراف الدكتور عبد القادر القط.
- نال شهادة الدكتوراه في الأدب الأندلسي من كلية الآداب بجامعة بغداد سنة 1978 عن أطروحته الموسومة: «النثر الأندلسي في عصر الطوائف والمرابطين»، بإشراف الأستاذ الدكتور صلاح خالص.

## سيرته العلمية
- عمل مدرسا لمادة اللغة العربية والدين عام 1956م، في عدد من مدارس الموصل المتوسطة والثانوية، وكان آخرها في مدرسة الإعدادية الغربية إلى ان التحق بالدراسة في جامعة عين شمس لأجل نيل شهادة الماجستير.
- بعد انتهائه من دراساته العليا عام 1972م، أنتقل إلى حياة التعليم والبحث في جامعة الموصل في قسم اللغة العربية بكلية الآداب لتدريس مادة الأدب الأندلسي متدرجا في سلمها العلمي حتى رقى إلى رتبة الأستاذية، وبقى في التدريس الجامعي عدة سنوات.
- وفي عام 1977م، أبعدته مؤسسات الحكومة آنذاك نظرا لنشاطه السياسي الإسلامي عن الجامعة إلى مديرية التربية في الموصل مع من أبعد من الناشطين السياسيين أمثال الأستاذ الدكتور عماد الدين خليل والأستاذ الدكتور طه محسن.
- أعيد في عام 1986م، إلى جامعة الموصل وإلى كليته كلية الآداب.

«أسهم الأستاذ الدكتور حازم عبد الله خضر، من خلال دراساته ومقالاته والرسائل التي أشرف عليها في تكوين الوعي بأهمية الأدب الأندلسي وتوضيح الكثير من مفاصله التاريخية والإبداعية فكان ركنا مهما من أركان الدعامة الأندلسية في المدرسة التاريخية والأدبية العراقية والعربية».
يتميز بنشاط بحثي خصب وغزير على عدة محاور «في تأليف الكتب أو كتابة البحوث والدراسات والمقالات أو الإشراف على رسائل الماجستير وأطروحات الدكتوراه».
أشرف على عدد من رسائل الماجستير وأطروحات الدكتوراه، فعلى سبيل المثال أشرف على رسالة الماجستير التي قدمها عبد الله فتحي الظاهر إلى مجلس كلية الآداب، جامعة الموصل يوم 27 شباط/فبراير 1992م، وكان عنوانها: «البطولة في شعر صدر الإسلام»
ورسالة الماجستير التي قدمها أحمد محمود زيدان إلى الكلية ذاتها يوم 22 تشرين الثاني/نوفمبر 1989م، وكان عنوانها:«الجوار في الشعر العربي قبل الإسلام».
كما اشرف على أطروحة الدكتوراه لخلف حسن علي والتي قدمها إلى الكلية ذاتها وكانت بعنوان:«النثر الجهادي في عصر صدر الإسلام: أنماطه وخصائصه».

### من كتبه المنشورة
1.أبو عامر بن شهيد الأندلسي: حياته وأدبه - دار الجاحظ - بغداد - 1984.
2.النثر الأندلسي في عصر الطوائف والمرابطين - دار الرشيد للنشر - بغداد - 1980.
3.وصف الحيوان في الشعر الأندلسي، عصر الطوائف والمرابطين - دار الشؤون الثقافية - بغداد - 1987.
4.العالم الأديب عبد الملك بن حبيب، 174-238 هجرية - مؤسسة دار الكتب، 1975 [1395] الموصل، العراق

### من دراساته المنشورة
1.ابن بسام وكتابه الذخيرة، مجلة آداب الرافدين، العدد (5)، حزيران يونيو،1974.
2. ابو مروان بن حيان أديبا ًوكاتباً، مجلة المناهل، السنة (1)، العدد، (29)، آذار مارس، 1984.
3.التعليم في الأندلس حتى نهاية القرن الرابع، مجلة آداب الرافدين، العدد (10)، 1979.
4.الرحلات العلمية من الأندلس إلى المشرق، مجلة الجامعة، السنة (10)، العدد (11)، أيلول، 1979، ولسنة (10)، العدد (2)، تشرين الثاني نوفمبر 1979.
5.العقد الفريد بين المشرق والأندلس، مجلة آداب الرافدين، العدد (7)، تشرين الأول أكتوبر،1976.
6. معالم الحضارة الإسلامية في خطب الرسول (صلى الله عليه وسلم)، مجلة آداب الرافدين، العدد (13)، نيسان أبريل،1981.
7.الملامح الأساسية في شعر أبي تمام، مجلة آداب الرافدين، العدد (3)، كانون الأول/ ديسمبر،1971.
8.من أعلام الثقافة في الأندلس: القاضي الأديب منذر بن سعيد البلوطي، مجلة آداب الرافدين، العدد (4)، آب/ أغسطس،1972.
9. نفحات من عرفات

## نشاطه السياسي والدعوي
انتمى الدكتور حازم عبد الله خضر إلى جماعة الاخوان المسلمين وكان من زملائه في التنظيم الأستاذ المربي غانم حمودات، ولقد تعرض للملاحقة في العهد الملكي بسبب نشاطه الدعوي.
واعتقل لفترة بعد انقلاب 14 تموز 1958 وانفجار حركة الشواف في الموصل فاعتقل في 8 آذار 1959م، ثم أطلق سراحه.
ولم تتوان أجهزة الأمن عن ملاحقته فيتحدث الأستاذ إبراهيم خليل العلاف أستاذ التاريخ الحديث في جامعة الموصل قائلا:
«لا أستطيع وصف مدى فرحته عندما أعطيته صورة لوثيقة رسمية، هي عبارة عن تقرير أمني كتب عنه سنة 1956 عندما كان طالباً في كلية الآداب - جامعة بغداد جاء فيه انه منتم إلى جمعية الإخوة الإسلامية، وقد ذهب مع عدد زملائه الطلبة إلى تلعفر وسنجار لنشر أفكار هذه الجمعية. وكنت قد حصلت على هذه الوثيقة من ملفات لمحافظة نينوى منذ أوائل السبعينات من القرن الماضي عندما كنت أنجز رسالتي للماجستير عن ولاية الموصل.»
وقد أبعده النظام السابق لنشاطه السياسي الإسلامي عن الجامعة إلى مديرية التربية في الموصل للفترة من عام 1977 إلى عام 1986.
لقد كان حريصاً على اللغة العربية. حريصا على المجاهدة وعلى الرغم من العروض التي قدمت له للعمل في خارج العراق، إلا انه أبى أن يغادر مكانه العلمي في كلية الآداب.

## وفاته
توفي في سنة 1998 في إحدى مستشفيات بغداد بعد إصابته بسرطان المخ وقد أجريت له عملية جراحية وتوفي بالسكتة القلبية بعد نجاح العملية بأسبوع
رثاه الشاعر ذو النون الاطرقجي بقصيدة مطلعها:
قدر، ولا عتب على الأقدار
يذر الدامع لهفة استفسار
والعمر يجري كالدموع لغاية
معلومة؛ من جنة أو نار
ياوخذ (حازم) قد عبرت مسارعاً
جمع الأحبة مثل طيف سار
فكأننا لم نبك، ولم نضحك معاً
لم نصطدم بشراسة التيار
يا سيد الصبر الجميل تحية
من مثقل بذنوبه متواري